# Cicurina davisi
Cicurina davisi är en spindelart som beskrevs av Harriet Exline 1936. Cicurina davisi ingår i släktet Cicurina och familjen kardarspindlar. Inga underarter finns listade i Catalogue of Life.